# Микояновский район (Карачаевская АО)
Микояновский район — административно-территориальная единица в составе Карачаевской автономной области, существовавшая в 1938—1943 годах. Центр — село Георгиево-Осетиновское (с 22 июня 1939 — им. Коста Хетагурова).
Микояновский район был образован 7 сентября 1938 года в составе Карачаевской АО Орджоникидзевского (с 12 января 1943 — Ставропольского) края. 31 января 1939 года к нему была присоединена часть упразднённого Микоян-Шахарского района. В результате в состав района входили следующие сельсоветы: Верхне-Маринский, Верхне-Тебердинский, Георгие-Осетинский, Каменномостский, Нижне-Маринский, Нижне-Тебердинский, Ново-Карачаевский, а также рабочий посёлок Орджоникидзевский и курорт Теберда.
12 октября 1943 года Карачаевская АО была упразднена. 6 ноября 1943 года был упразднён и Микояновский район. При этом Верхне-Тебердинский, Каменномостский и Нижне-Тебердинский с/с, рабочий посёлок Орджоникидзевский и курорт Теберда были переданы в Грузинскую ССР, где вошла в состав Клухорского района, а Верхне-Маринский,  Георгие-Осетинский, Кумышский, Нижне-Маринский и  Ново-Карачаевский с/с — в Усть-Джегутинский район краевого подчинения Ставропольского края.